# Ixora jucunda
Ixora jucunda là một loài cây bụi nhỏ thuộc họ Cà phê Rubiaceae. Nó là loài đặc hữu của đảo quốc Sri Lanka.